# واغارشاک هاروتیونیان
واغارشاک وارنازی هاروتیونیان (ارمنی: Վաղարշակ Վառնազի Հարությունյան؛ زادهٔ ۲۸ آوریل ۱۹۵۶) یک سیاست‌مدار و نظامی اهل ارمنستان است که از تاریخ ۱۱ ژوئن ۱۹۹۹ تا تاریخ ۲۰ مه ۲۰۰۰ و دوباره از ۲۰ تاریخ ژوئیه ۲۰۲۱ تا ۲۰ ژوئیه ۲۰۲۱ وزیر دفاع ارمنستان بود.

## زندگی‌نامه
وی در ۲۸ آوریل ۱۹۵۶ در آخالکالاکی، گرجستان شوروی به دنیا آمد.

## نگارخانه

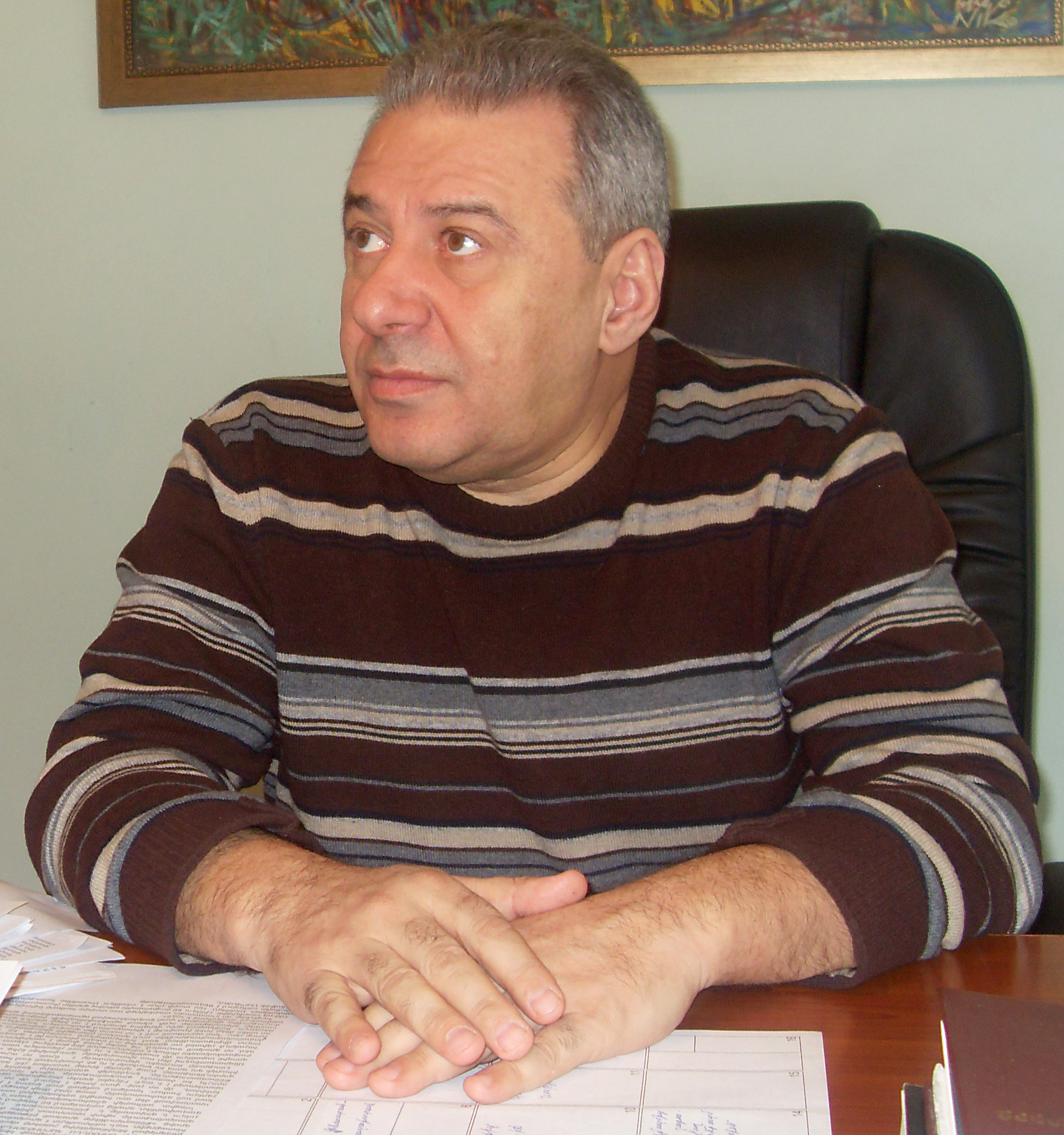
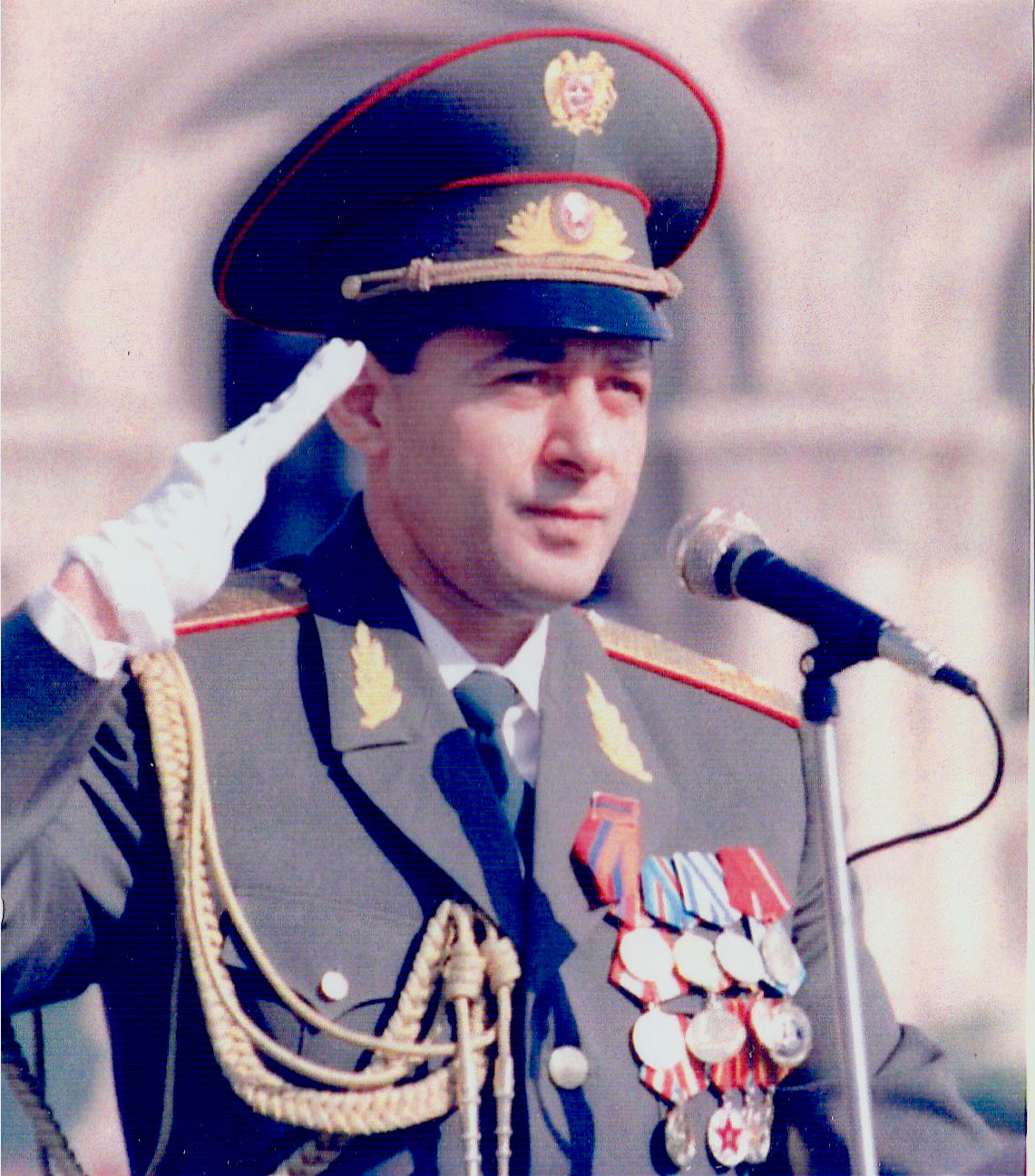